# The Little Princess (pel·lícula de 1917)
The Little Princess és una pel·lícula muda dirigida per Marshall Neilan per a la Artcraft Pictures i protagonitzada per Mary Pickford. La pel·lícula, basada en la novel·la “Sara Crewe” de Frances Hodgson Burnett, adaptada per Frances Marion, es va estrenar el 5 de novembre del 1917. El 1939 es va realitzar una altra versió de la novel·la interpretada per Shirley Temple. Howard Hawks, que era ajudant de direcció en aquesta pel·lícula va declarar que en ella va dirigir les seves primeres escenes quan Marshall Neilan estava indisposat per l'alcohol.

## Argument
El capità Richard Carewe, un ric oficial britànic destinat a l'Índia, envia la seva filla Sara a l'escola de la senyoreta Minchin a Londres per ser educada. Allà se l'anomena "la princesa petita" per la gran riquesa del seu pare i és tractada com a tal. Sara, però, aviat perd la seva posició de privilegi i es converteix en una criada esclavitzada quan arriben notícies de que el capità ha mort i s'ha produït la pèrdua de la seva fortuna. Maltractada per la senyoreta Minchin, Becky, una altra criada esclavitzada, és reconfortada amb històries de fades per Sara. John Carrisford, un vell amic del capità, arriba per viure a la casa del costat. Sense saber que Sara viu allà, Carrisford simpatitza amb les dues òrfenes i decideix proporcionar-les un bon Nadal. Carrisford i el seu criat, Ram Dass, preparen una festa sumptuosa per a les noies de les golfes, i Sara i Becky estan a punt de començar quan la senyoreta Minchin entra i les castiga. Carrisford interfereix, i l'assabenta que les suposades males inversions de Crewe han tingut èxit, i Sara torna a ser rica. Carrisford es fa càrrec de Sara i Becky i tot acaba feliçment.

## Repartiment
- Mary Pickford (Sara Crewe)
- ZaSu Pitts (Becky)
- Katherine Griffith (Miss Minchin)
- Norman Kerry (Captain Richard Crewe)
- Anne Schaefer (Amelia Minchin)
- Gertrude Short (Ermengarde)
- Theodore Roberts (Cassim)
- Gustav von Seyffertitz (Mr. Carrisford)
- Loretta Blake (Lavinia)
- George A. McDaniel (Ram Dass)
- William E. Lawrence (Ali-Baba)
- Josephine Hutchinson (no surt als crèdits)
- Edythe Chapman (no surt als crèdits)[1]
- Joan Marsh (no surt als crèdits)